# 春一番
春一番（はるいちばん）は、日本で一部地域を除いて早春に吹くその時季初めての南寄りの強風。気象台が認定する場面では、毎年立春から春分までの間に初めて吹く暖かい南寄りの強風で、風速の基準もあり、北日本などは対象外となっている。

## 気象
春先に日本海で低気圧が発達した場合などに吹く。地形の影響を受けて、内陸では強い風が現れないところがある。
防災の観点からは、しばしば海難事故の要因となり、この時期に注意すべき融雪洪水、雪崩の原因となるほか、特に日本海側でフェーン現象が起き火災を起こしやすい天候をもたらすことがある。
春一番の後は寒冷前線が通過して寒さが戻ることが多いが、その際に落雷・突風および雹を伴う事がある。

### 認定基準
気象庁（気象台）では各地方ごと（関東、北陸、東海、近畿、中国、四国、九州北部、九州南部・奄美）に条件を定めて認定している。強い風の基準は約7m/s以上のところから10m/s以上のところ（北陸地方）まである。なお、北海道、東北、甲信、沖縄県では春一番の発表は行われていない。
関東地方
関東地方における「春一番」は、下記事項を基本として総合的に判断している。
1. 立春から春分までの間で、
2. 日本海に低気圧があり、（発達すれば理想的である）
3. 関東地方における最大風速が、おおむね風力5（風速8m/s）以上の南よりの風が吹いて、昇温した場合。

九州北部地方（山口県を含む）
九州北部地方（山口県を含む）における「春一番」は、下記事項を基本として総合的に判断している。
1. 立春から春分までの間で、
2. 最高気温が前日より高くなり、
3. 南寄りの風が最大風速で約7m/s以上となること

春一番は毎年発生する訳ではなく、認定基準にあてはまらず「春一番の観測なし」とされる年もある。2013年2月2日には、南方の暖かい風が吹き込み全国的に気温が上昇したが、立春の前であったために、定義上、気象庁はこの風を「春一番」と認めなかった（後述参照）。

### 語源
「春一番」の語源および初出については諸説があるが、現在広く用いられている「春一番」という語の直接の源は壱岐島であるとされる。
『池田市史 史料編』に収録された『稲束家日記』の天保2年1月11日（1831年2月23日）の記事に「晴天午ノ刻より雨、春一番東風」との記載が見られる。
気象庁は、石川県能登地方や三重県志摩地方以西で昔から用いられていたという例を挙げつつ、安政6年2月13日（1859年3月17日）、平戸藩領壱岐郡郷ノ浦町（現：長崎県壱岐市）で、おりからの強風によって出漁中の漁船が転覆し、53人の死者を出して以降、地元の漁師らがこの強い南風を「春一」または「春一番」と呼ぶようになったと紹介している。この故事により、郷ノ浦港ターミナルの近くの突堤に「五十三淂脱（とくだつ）之塔」が、1987年に近くの元居公園内に「春一番の塔」が建てられている。一方、長崎県では、この災害以前から郷ノ浦町で「春一」と呼ばれていたものが、災害をきっかけに広く知られるようになったとしている。また、民俗学者の宮本常一は災害以前の1775年に江戸で刊行された越谷吾山の方言辞典『物類称呼』に「ハルイチ」が掲載されていると指摘している。
宮本常一は研究のためにこの郷ノ浦町を訪れたことがあり、その際採集したこの「春一番」をいう語を、1959年に平凡社版『俳句歳時記 春の部』（富安風生編）で紹介した。これをきっかけに、「春一番」は新聞などで使われるようになり、一般に広まったとされる。
なお、「春一番」の新聞での初出は、1963年2月15日の朝日新聞朝刊での「春の突風」という記事であるとされ、このため2月15日は「春一番名付けの日」とされている。

### 気象庁による春一番の発表
気象庁が「春一番」を定義し、それを発表するようになったのは、キャンディーズの『春一番』のヒットが大きな要因となっているという。
ヤフーニュース 2019年2月2日の記事では、「キャンデーズがきっかけ 気象庁の『春一番』の情報」には、「気象庁には『春一番』の問い合わせが殺到するようになり、気象庁は春一番の定義を決め、昭和26年（1951年）まで遡って春一番が吹いた日を特定し、平年値を作り、『春一番の情報』を発表せざるをえなくなっています。というより、春一番という言葉が浸透したことを利用し、防災情報の充実をはかっています。ヒット曲が気象庁の業務を変えたのです」とある。

## 観測日

### 平成期以後の観測日
気象庁データソース
| 年     | 鹿児島     | 福岡       | 中国地方   | 高松       | 大阪       | 東海地方   | 福井       | 金沢       | 富山       | 東京       |
| ------ | ---------- | ---------- | ---------- | ---------- | ---------- | ---------- | ---------- | ---------- | ---------- | ---------- |
| 1989年 | 観測されず | 2月28日    | 2月28日    | 2月28日    | 2月28日    | 2月28日    | 2月28日    | 観測されず | 2月20日    | 3月1日     |
| 1990年 | 2月11日    | 2月10日    | 2月10日    | 2月11日    | 2月11日    | 2月11日    | 2月19日    | 2月20日    | 2月11日    | 2月11日    |
| 1991年 | 2月10日    | 2月10日    | 2月10日    | 2月10日    | 2月10日    | 2月15日    | 2月15日    | 観測されず | 3月20日    | 2月28日    |
| 1992年 | 観測されず | 2月29日    | 観測されず | 観測されず | 観測されず | 観測されず | 観測されず | 2月27日    | 観測されず | 観測されず |
| 1993年 | 2月6日     | 2月6日     | 2月6日     | 2月6日     | 2月7日     | 観測されず | 2月17日    | 2月6日     | 2月21日    | 2月6日     |
| 1994年 | 観測されず | 観測されず | 観測されず | 観測されず | 観測されず | 観測されず | 3月8日     | 観測されず | 3月8日     | 2月9日     |
| 1995年 | 観測されず | 3月16日    | 3月16日    | 観測されず | 3月16日    | 3月16日    | 3月17日    | 3月17日    | 3月17日    | 3月17日    |
| 1996年 | 3月15日    | 3月17日    | 観測されず | 観測されず | 3月8日     | 観測せず   | 2月5日     | 2月5日     | 2月5日     | 観測されず |
| 1997年 | 観測されず | 2月28日    | 2月20日    | 観測されず | 2月20日    | 観測されず | 2月28日    | 2月28日    | 2月28日    | 2月21日    |
| 1998年 | 観測せず   | 2月9日     | 2月12日    | 観測されず | 3月14日    | 2月8日     | 2月12日    | 2月12日    | 2月12日    | 3月14日    |

| 年     | 九州南部・奄美 （鹿児島） | 九州北部・山口 （福岡） | 中国地方 （広島） | 四国地方 （高松） | 近畿地方 （大阪） | 東海地方 （愛知） | 北陸地方 （新潟※） | 関東地方 （東京） |
| ------ | ------------------------- | ----------------------- | ----------------- | ----------------- | ----------------- | ----------------- | ------------------ | ----------------- |
| 1999年 | 観測されず                | 3月5日                  | 3月5日            | 観測されず        | 観測されず        | 観測されず        | 3月5日             | 3月5日            |
| 2000年 | 3月16日                   | 観測されず              | 観測されず        | 観測されず        | 観測されず        | 観測されず        | 観測されず         | 観測されず        |
| 2001年 | 観測せず                  | 2月28日                 | 2月28日           | 観測されず        | 3月10日           | 観測されず        | 2月28日            | 2月28日           |
| 2002年 | 3月5日                    | 3月10日                 | 観測されず        | 3月21日           | 観測されず        | 観測されず        | 3月15日            | 3月15日           |
| 2003年 | 2月8日                    | 観測されず              | 観測されず        | 観測されず        | 観測されず        | 観測されず        | 3月3日             | 3月3日            |
| 2004年 | 2月14日                   | 2月14日                 | 2月14日           | 2月14日           | 2月14日           | 2月22日           | 2月14日            | 2月14日           |
| 2005年 | 観測されず                | 3月17日                 | 観測されず        | 観測されず        | 2月23日           | 3月17日           | 2月23日            | 2月23日           |
| 2006年 | 観測されず                | 観測されず              | 観測されず        | 観測されず        | 観測されず        | 3月16日           | 観測されず         | 3月6日            |
| 2007年 | 2月14日                   | 2月14日                 | 2月14日           | 2月14日           | 2月14日           | 2月14日           | 2月14日            | 2月14日           |
| 2008年 | 観測されず                | 観測されず              | 観測されず        | 観測されず        | 観測されず        | 観測されず        | 2月29日            | 2月23日           |
| 2009年 | 2月13日                   | 2月13日                 | 2月13日           | 2月13日           | 2月13日           | 2月13日           | 2月13日            | 2月13日           |
| 2010年 | 2月11日                   | 2月25日                 | 2月25日           | 2月25日           | 3月15日           | 観測されず        | 2月22日            | 2月25日           |
| 2011年 | 観測されず                | 観測されず              | 3月19日           | 観測されず        | 観測されず        | 観測されず        | 3月19日            | 2月25日           |
| 2012年 | 観測されず                | 3月17日                 | 3月6日            | 3月17日           | 観測されず        | 観測されず        | 3月11日            | 観測されず        |
| 2013年 | 2月4日                    | 3月1日                  | 3月1日            | 3月1日            | 3月18日           | 3月18日           | 2月7日             | 3月1日            |
| 2014年 | 3月13日                   | 観測されず              | 3月16日           | 3月18日           | 観測されず        | 観測されず        | 3月12日            | 3月18日           |
| 2015年 | 観測されず                | 2月22日                 | 2月22日           | 2月22日           | 観測されず        | 観測されず        | 2月22日            | 観測されず        |
| 2016年 | 観測されず                | 観測されず              | 2月14日           | 2月13日           | 観測されず        | 2月14日           | 2月14日            | 2月14日           |
| 2017年 | 2月17日                   | 2月16日                 | 2月22日           | 2月17日           | 2月20日           | 2月20日           | 2月17日            | 2月17日           |
| 2018年 | 3月5日                    | 2月14日                 | 2月14日           | 2月28日           | 3月1日            | 2月28日           | 2月14日            | 3月1日            |
| 2019年 | 3月21日                   | 2月19日                 | 3月21日           | 2月19日           | 観測されず        | 観測されず        | 2月4日             | 3月9日            |
| 2020年 | 観測されず                | 2月22日                 | 観測されず        | 2月12日           | 観測されず        | 2月16日           | 2月16日            | 2月22日           |
| 2021年 | 観測されず                | 2月20日                 | 2月20日           | 2月20日           | 3月2日            | 2月20日           | 2月20日            | 2月4日            |

- 沖縄（那覇）・東北（仙台）・北海道（札幌）では発表されない。
- 1999年より各気象台が発表するのは、「○○地方における春一番」であり、その判断基準は各気象台により異なることに注意が必要である。気象庁本庁（東京管区気象台）のように、東京大手町（北の丸）単一地点のみにおける観測により、春一番かどうかを判断する[16]気象台もあるが、北陸地方（新潟・富山・金沢・福井[17]）や東海地方（愛知・岐阜・三重・静岡[18]）などでは複数の地方気象台の観測によって判断を行っている。中国地方でも、具体的な観測地点は明示していないものの、「山陽で強い風が吹かないときでも、中国地方の春一番とすることがあります」[19]とあり、広島地方気象台以外の観測データも判断の材料としている。
- 2019年の北陸地方の春一番は北陸地方を管轄する新潟地方気象台より先に金沢地方気象台から発表された[20]。

### 地方別

#### 関東地方
気象庁が関東地方の春一番の観測を始めた1951年以降、最も早く観測されたのは2021年の2月4日、最も遅く観測されたのは1972年の3月20日である。1989年以降の各年の春一番観測日は以下の通り。
- 1989年 - 3月1日
- 1990年 - 2月11日
- 1991年 - 2月28日
- 1992年 - 発生せず
- 1993年 - 2月6日
- 1994年 - 2月9日
- 1995年 - 3月17日
- 1996年 - 発生せず
- 1997年 - 2月21日
- 1998年 - 3月14日
- 1999年 - 3月5日
- 2000年 - 発生せず
- 2001年 - 2月28日
- 2002年 - 3月15日
- 2003年 - 3月3日
- 2004年 - 2月14日
- 2005年 - 2月23日
- 2006年 - 3月6日
- 2007年 - 2月14日
- 2008年 - 2月23日
- 2009年 - 2月13日
- 2010年 - 2月25日
- 2011年 - 2月25日[21]
- 2012年 - 発生せず
- 2013年 - 3月1日
- 2014年 - 3月18日
- 2015年 - 発生せず
- 2016年 - 2月14日
- 2017年 - 2月17日
- 2018年 - 3月1日
- 2019年 - 3月9日
- 2020年 - 2月22日
- 2021年 - 2月4日
- 2022年 - 3月5日
- 2023年 - 3月1日
- 2024年 - 2月15日[22]

## 影響
春一番は、雪崩や融雪洪水などの気象災害や海難事故をもたらすことが多い。1978年2月28日には、関東地方に春一番をもたらした低気圧から延びる寒冷前線による竜巻が発生し、営団地下鉄東西線（現：東京メトロ東西線）の車両が橋の上で脱線・転覆して、大きな被害を生じた。

## 備考

### 春二番、春三番
春一番に後続する南寄りの強風を春二番、春三番と呼ぶ。ただし、気象庁はその発生については発表していない。
なお、「春一番」、「春二番」、「春三番」は春の季語となっている。

### 各地の伝承
- 北陸地方の加賀や能登では古くから寒風の北風から替わる春一番に相当する暖かい南風を「ぼんぼろ風」と呼ぶ[27][28]。
- 奄美大島には「正二月ぬ 南風や 三歳牛ぬ 角 折りゆん」という諺があり、旧暦の正月から2月に吹く南風は三歳牛の生えはじめの短い角でさえ折ってしまうほど強いという意味である[29]。

### 競馬
2004年2月22日に高知競馬第11レースと、2013年3月17日に福山競馬第9レースで特別競走、春一番特別レースが行われた。